# Hyétogramme
Un hyétogramme est un graphique présentant l'intensité des pluies en fonction du temps en un endroit. Il ne tient pas compte de la nature des sols ou d'autres paramètres comme la représentativité du site par rapport à la région environnante. Il est à différencier d'un pluviogramme qui est un enregistrement en continu du cumul de pluie tombée.

## Utilité
En hydrologie, cet outil permet de prévoir l'intensité et la durée d'une crue sur un bassin versant. Couplé à un hydrogramme, il permet également l'observation du temps de réponse d'un bassin versant.